# Château de Felsenburg (Kandergrund)
Le château de Felsenburg est un château en ruines situé dans la commune de Kandergrund, dans le canton de Berne en Suisse. Il est listé comme bien culturel d'importance nationale.

## Situation
Le château fort se situe près du village de Mitholz dans la commune de Kandergrund, sur un éperon rocheux qui domine le chemin menant en Valais par le col de la Gemmi. Il est visible depuis la ligne du Lötschberg.

## Histoire

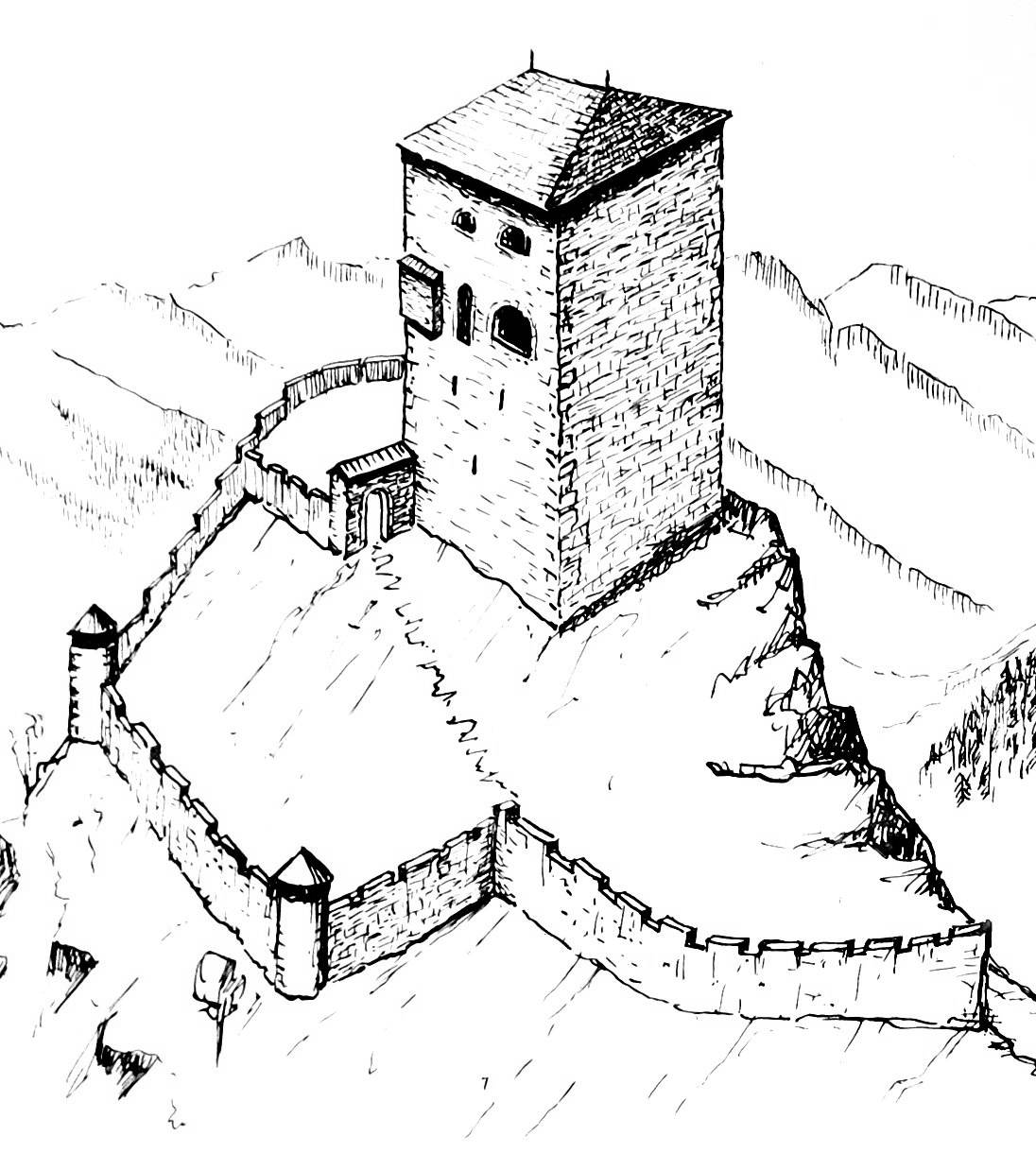
Apparence probable vers 1400.

Le château est vraisemblablement construit par les barons de Kien à la fin du XIIe siècle. Avec la seigneurie de Frutigen, il est légué en 1290 aux barons de Wädenswil et en 1312 à ceux de la Tour puis acquis par Berne en 1400. Le château n'est ensuite plus utilisé et tombe en ruines. 
Seuls subsistent actuellement le donjon rectangulaire et des vestiges des murs d'enceinte. Le château est listé comme bien culturel d'importance nationale.